# Кухненският асансьор
Кухненският асансьор е едноактна пиеса на британския драматург Харолд Пинтър, написана през 1957 г.
 Внимание:  Текстът по-долу разкрива сюжета на произведението (или части от него)!
Двама наемни убийци – Бен и Гас чакат в приземна хотелска стая да извършат поредната си поръчка. Бен, по-старшият в дуета, спокойно си чете своя вестник и от време на време цитира от него интересните статии. Гас от своя страна обикаля нервно насам-натам из стаята. Той постоянно се оплаква, включително за това, че е обсебен от спомена за последната им жертва, едно момиче. Гас се само съжалява и за професията, която си е избрал.
В дъното на стаята има кухненски асансьор, от който изведнъж започват да пристигат поръчки за храна, което допълнително повишава напрежението между двамата. Гас не престава да задава въпроси на Бен, на които той отказва да отговаря (а дори и да ги чуе). Напрежението расте до своята пределна точка, докато най-накрая избухва.
Гас отива да си налее вода и в този момент домофонът до асансьора иззвънява Бен изслушва внимателно съобщението – което гласи, че жертвата им ще пристигне всеки момент. Бен извиква след Гас, Който все още е извън стаята. Вратата се отваря, Бен се обръща с насочен пистолет, и тогава влиза Гас, с разсъблечено сако, риза и без пистолет. Следва дълго мълчание, в което двамата са се вторачили един в друг, преди завесата да се спусне (това, което се подразбира е, че Гас е следващата жертва, която Бен е нает да убие).